# Collegio di Alyn and Deeside
Alyn and Deeside è un collegio elettorale gallese rappresentato alla Camera dei comuni del Parlamento del Regno Unito. Elegge un membro del parlamento con il sistema maggioritario a turno unico; l'attuale parlamentare è Mark Tami del Partito Laburista, che rappresenta il collegio dal 2001.

## Estensione

Estensione del collegio dal 2010 al 2024

- 1983-1997: il distretto di Alyn and Deeside e il Borough di Wrexham Maelor con i ward 13 e 14.
- 1997-2010: il distretto di Alyn and Deeside.
- 2010-2024: le divisioni elettorali del Flintshire di Aston, Broughton North East, Broughton South, Buckley Bistre East, Buckley Bistre West, Buckley Mountain, Buckley Pentrobin, Caergwrle, Connah’s Quay Central, Connah’s Quay Golftyn, Connah’s Quay South, Connah’s Quay Wepre, Ewloe, Hawarden, Higher Kinnerton, Hope, Llanfynydd, Mancot, Penyffordd, Queensferry, Saltney Mold Junction, Saltney Stonebridge, Sealand, Shotton East, Shotton Higher, Shotton West e Treuddyn.
- dal 2024: le divisioni elettorali del Flintshire di Aston, Broughton North East, Broughton South, Buckley Bistre East, Buckley Bistre West, Buckley Mountain, Buckley Pentrobin, Caergwrle, Connah’s Quay Central, Connah’s Quay Golftyn, Connah's Quay South, Connah's Quay Wepre, Ewloe, Hawarden, Higher Kinnerton, Hope, Llanfynydd, Mancot, Penyffordd, Queensferry, Saltney Mold Junction, Saltney Stonebridge, Sealand, Shotton East, Shotton Higher, Shotton West, Treuddyn, Bagillt East, Bagillt West, Flint Castle, Flint Coleshill, Flint Oakenholt e Flint Trelawny.

Il collegio di Alyn adn Deeside si trova al confine tra Cheshire e Galles e fa parte dell'hinterland industriale a nord di Wrexham e ad ovest di Chester. Fino alla modifica dei confini dei collegi del 1983, era denominato collegio di East Flintshire, poi prese il nome attuale. Le principali aree residenziali sono Shotton, Connah's Quay, Buckley, Hawarden e Caergwrle.

## Membri del parlamento
| Elezione | Elezione  | Deputato    | Partito   |
| -------- | --------- | ----------- | --------- |
|          | 1983      | Barry Jones | Laburista |
| 2001     | Mark Tami |             | Laburista |

## Elezioni

### Elezioni negli anni 2020
| Partito                    | Partito                                | Candidato                  | Risultati 4 luglio 2024 | Risultati 4 luglio 2024 |
| Partito                    | Partito                                | Candidato                  | Voti                    | %                       |
| -------------------------- | -------------------------------------- | -------------------------- | ----------------------- | ----------------------- |
|                            | Laburista                              | Mark Tami                  | 18 395                  | 42,39                   |
|                            | Reform UK                              | Jeremy Kent                | 9 601                   | 22,13                   |
|                            | Conservatore                           | Vicki Roskams              | 7 892                   | 18,19                   |
|                            | Lib Dem                                | Richard Marbrow            | 2 065                   | 4,76                    |
|                            | Plaid Cymru                            | Jack Morris                | 1 938                   | 4,47                    |
|                            | Verde                                  | Karl Macnaughton           | 1 926                   | 4,44                    |
|                            | Indipendente                           | Edwin Duggan               | 1 575                   | 3,63                    |
|                            |                                        |                            |                         |                         |
| Iscritti                   | Iscritti                               | Iscritti                   | 75 790                  | 100,00                  |
| ↳ Votanti (% su iscritti)  | ↳ Votanti (% su iscritti)              | ↳ Votanti (% su iscritti)  | 43 392                  | 57,25                   |
| ↳ Astenuti (% su iscritti) | ↳ Astenuti (% su iscritti)             | ↳ Astenuti (% su iscritti) | 32 398                  | 42,75                   |
|                            |                                        |                            |                         |                         |
|                            | Esito: collegio confermato a Laburista |                            |                         |                         |

### Elezioni negli anni 2010
| Partito                    | Partito                                | Candidato                  | Risultati 12 dicembre 2019 | Risultati 12 dicembre 2019 |
| Partito                    | Partito                                | Candidato                  | Voti                       | %                          |
| -------------------------- | -------------------------------------- | -------------------------- | -------------------------- | -------------------------- |
|                            | Laburista                              | Mark Tami                  | 18 271                     | 42,48                      |
|                            | Conservatore                           | Sanjoy Sen                 | 18 058                     | 41,99                      |
|                            | Brexit                                 | Simon Wall                 | 2 678                      | 6,23                       |
|                            | Lib Dem                                | Donna Lalek                | 2 548                      | 5,92                       |
|                            | Plaid Cymru                            | Susan Hills                | 1 453                      | 3,38                       |
|                            |                                        |                            |                            |                            |
| Iscritti                   | Iscritti                               | Iscritti                   | 62 783                     | 100,00                     |
| ↳ Votanti (% su iscritti)  | ↳ Votanti (% su iscritti)              | ↳ Votanti (% su iscritti)  | 43 008                     | 68,50                      |
| ↳ Astenuti (% su iscritti) | ↳ Astenuti (% su iscritti)             | ↳ Astenuti (% su iscritti) | 19 775                     | 31,50                      |
|                            |                                        |                            |                            |                            |
|                            | Esito: collegio confermato a Laburista |                            |                            |                            |

| Partito                    | Partito                                        | Candidato                  | Risultati 8 giugno 2017 | Risultati 8 giugno 2017 |
| Partito                    | Partito                                        | Candidato                  | Voti                    | %                       |
| -------------------------- | ---------------------------------------------- | -------------------------- | ----------------------- | ----------------------- |
|                            | Laburista                                      | Mark Tami                  | 23 315                  | 52,09                   |
|                            | Conservatore                                   | Laura Knightly             | 18 080                  | 40,39                   |
|                            | Plaid Cymru                                    | Jacqui Hurst               | 1 171                   | 2,62                    |
|                            | UKIP                                           | David Griffiths            | 1 117                   | 2,50                    |
|                            | Lib Dem                                        | Pete Williams              | 1 077                   | 2,41                    |
|                            |                                                |                            |                         |                         |
| Iscritti                   | Iscritti                                       | Iscritti                   | 63 042                  | 100,00                  |
| ↳ Votanti (% su iscritti)  | ↳ Votanti (% su iscritti)                      | ↳ Votanti (% su iscritti)  | 44 760                  | 71,00                   |
| ↳ Astenuti (% su iscritti) | ↳ Astenuti (% su iscritti)                     | ↳ Astenuti (% su iscritti) | 18 282                  | 29,00                   |
|                            |                                                |                            |                         |                         |
|                            | Esito: collegio passa da Laburista a Laburista |                            |                         |                         |

| Partito                    | Partito                                | Candidato                  | Risultati 7 maggio 2015 | Risultati 7 maggio 2015 |
| Partito                    | Partito                                | Candidato                  | Voti                    | %                       |
| -------------------------- | -------------------------------------- | -------------------------- | ----------------------- | ----------------------- |
|                            | Laburista                              | Mark Tami                  | 16 540                  | 40,03                   |
|                            | Conservatore                           | Laura Knightly             | 13 197                  | 31,94                   |
|                            | UKIP                                   | Blair Smillie              | 7 260                   | 17,57                   |
|                            | Lib Dem                                | Tudor Jones                | 1 733                   | 4,19                    |
|                            | Plaid Cymru                            | Jacqueline Hurst           | 1 608                   | 3,89                    |
|                            | Verdi                                  | Alasdair Ibbotson          | 976                     | 2,36                    |
|                            |                                        |                            |                         |                         |
| Iscritti                   | Iscritti                               | Iscritti                   | 62 033                  | 100,00                  |
| ↳ Votanti (% su iscritti)  | ↳ Votanti (% su iscritti)              | ↳ Votanti (% su iscritti)  | 41 314                  | 66,60                   |
| ↳ Astenuti (% su iscritti) | ↳ Astenuti (% su iscritti)             | ↳ Astenuti (% su iscritti) | 20 719                  | 33,40                   |
|                            |                                        |                            |                         |                         |
|                            | Esito: collegio confermato a Laburista |                            |                         |                         |

| Partito                    | Partito                                | Candidato                  | Risultati 6 maggio 2010 | Risultati 6 maggio 2010 |
| Partito                    | Partito                                | Candidato                  | Voti                    | %                       |
| -------------------------- | -------------------------------------- | -------------------------- | ----------------------- | ----------------------- |
|                            | Laburista                              | Mark Tami                  | 15 804                  | 39,59                   |
|                            | Conservatore                           | Will Gallagher             | 12 885                  | 32,27                   |
|                            | Lib Dem                                | Paul J. Brighton           | 7 308                   | 18,31                   |
|                            | Plaid Cymru                            | Maurice Jones              | 1 549                   | 3,88                    |
|                            | BNP                                    | John Walker                | 1 368                   | 3,43                    |
|                            | UKIP                                   | James Howson               | 1 009                   | 2,53                    |
|                            |                                        |                            |                         |                         |
| Iscritti                   | Iscritti                               | Iscritti                   | 60 951                  | 100,00                  |
| ↳ Votanti (% su iscritti)  | ↳ Votanti (% su iscritti)              | ↳ Votanti (% su iscritti)  | 39 923                  | 65,50                   |
| ↳ Astenuti (% su iscritti) | ↳ Astenuti (% su iscritti)             | ↳ Astenuti (% su iscritti) | 21 028                  | 34,50                   |
|                            |                                        |                            |                         |                         |
|                            | Esito: collegio confermato a Laburista |                            |                         |                         |

### Elezioni negli anni 2000
| Partito                    | Partito                                | Candidato                  | Risultati 5 maggio 2005 | Risultati 5 maggio 2005 |
| Partito                    | Partito                                | Candidato                  | Voti                    | %                       |
| -------------------------- | -------------------------------------- | -------------------------- | ----------------------- | ----------------------- |
|                            | Laburista                              | Mark Tami                  | 17 331                  | 48,83                   |
|                            | Conservatore                           | Lynne Hale                 | 8 953                   | 25,22                   |
|                            | Lib Dem                                | Paul J. Brighton           | 6 174                   | 17,39                   |
|                            | Plaid Cymru                            | Richard Coombs             | 1 320                   | 3,72                    |
|                            | UKIP                                   | Billy Crawford             | 918                     | 2,59                    |
|                            | Forward Wales                          | Klaus Armstrong-Braun      | 378                     | 1,06                    |
|                            | Indipendente                           | Judith Kilshaw             | 215                     | 0,61                    |
|                            | Comunista                              | Glyn Davies                | 207                     | 0,58                    |
|                            |                                        |                            |                         |                         |
| Iscritti                   | Iscritti                               | Iscritti                   | 58 963                  | 100,00                  |
| ↳ Votanti (% su iscritti)  | ↳ Votanti (% su iscritti)              | ↳ Votanti (% su iscritti)  | 35 496                  | 60,20                   |
| ↳ Astenuti (% su iscritti) | ↳ Astenuti (% su iscritti)             | ↳ Astenuti (% su iscritti) | 23 467                  | 39,80                   |
|                            |                                        |                            |                         |                         |
|                            | Esito: collegio confermato a Laburista |                            |                         |                         |

| Partito                    | Partito                                | Candidato                  | Risultati 7 giugno 2001 | Risultati 7 giugno 2001 |
| Partito                    | Partito                                | Candidato                  | Voti                    | %                       |
| -------------------------- | -------------------------------------- | -------------------------- | ----------------------- | ----------------------- |
|                            | Laburista                              | Mark Tami                  | 18 525                  | 52,30                   |
|                            | Conservatore                           | Mark Isherwood             | 9 303                   | 26,26                   |
|                            | Lib Dem                                | Derek Burnham              | 4 585                   | 12,94                   |
|                            | Plaid Cymru                            | Richard S. Coombs          | 1 182                   | 3,34                    |
|                            | Verdi                                  | Klaus Armstrong-Braun      | 881                     | 2,49                    |
|                            | UKIP                                   | William Crawford           | 481                     | 1,36                    |
|                            | Indipendente                           | John Cooksey               | 253                     | 0,71                    |
|                            | Comunista                              | Glyn Davies                | 211                     | 0,60                    |
|                            |                                        |                            |                         |                         |
| Iscritti                   | Iscritti                               | Iscritti                   | 60 445                  | 100,00                  |
| ↳ Votanti (% su iscritti)  | ↳ Votanti (% su iscritti)              | ↳ Votanti (% su iscritti)  | 35 421                  | 58,60                   |
| ↳ Astenuti (% su iscritti) | ↳ Astenuti (% su iscritti)             | ↳ Astenuti (% su iscritti) | 25 024                  | 41,40                   |
|                            |                                        |                            |                         |                         |
|                            | Esito: collegio confermato a Laburista |                            |                         |                         |

## Risultati dei referendum

### Referendum sulla permanenza del Regno Unito nell'Unione europea del 2016
|             | Collegio         | Lasciare UE % | Rimanere in UE % |
| ----------- | ---------------- | ------------- | ---------------- |
|             | Alyn and Deeside | 57,7%         | 42,3%            |
| Galles      | 52,5%            | 47,5%         |                  |
| Regno Unito | 51,9%            | 48,1%         |                  |